# Konrad Schepenstede
Konrad Schepenstede, auch Cord Schepenstede (* in Braunschweig; † 24. April 1527 in Lübeck) war ein deutscher Kaufmann und Ratsherr der Hansestadt Lübeck.
Der aus Braunschweig nach Lübeck zugewanderte Kaufmann Konrad Schepenstede wurde 1518 in den Lübecker Rat erwählt. Sein Wappen findet sich in den Lübecker Bürgersiegeln. Er wurde in der Petrikirche bestattet, wo seine Grabplatte nach mehrfacher Weiterverwendung und vorübergehender Unauffindbarkeit erhalten ist. Sie wurde nach dem Zweiten Weltkrieg 1954 mit Beton überdeckt und 1986 bei Verlegung eines neuen Bodens wiederentdeckt, in den sie dann in ihren erhaltenen Fragmenten integriert wurde. Die erste Weiterverwendung des Steins erfolgte für den 1613 verstorbenen Lübecker Ratsherrn Jürgen Gruwel und seine Frau als Wappengrabplatte mit deren Familienwappen. Die Grabplatte wurde 1788 für den Weinhändler Georg Veit Binder noch ein drittes Mal wieder verwendet.